# Sleeping with the Past Tour
Sleeping with the Past Tour – dziewiąta trasa koncertowa Eltona Johna, która odbyła się na przełomie 1989 i 1990 r. W 1989 obejmowała 42 koncerty w USA. W 1990 odbyły się 23 koncerty w Oceanii i 3 w USA.

## Program koncertów

### Koncerty w 1989
1. "Bennie and the Jets"
2. "Island Girl"
3. "Harmony"
4. "Tiny Dancer"
5. "Sleeping With The Past"
6. "The Bitch Is Back"
7. "Brown Sugar"
8. "I Guess That's Why They Call It Blues"
9. "Mona Lisas and Mad Hatters Part 1 & 2"
10. "Funeral For A Friend"/"Love Lies Bleeding"
11. "Sorry Seems to be The Hardest Word"
12. "Daniel"
13. "Candle in the Wind"
14. "Sacrifice"
15. "Your Song"
16. "Philadelphia Freedom"
17. "Burn Down the Mission"
18. "Healing Hands"
19. "Levon"
20. "Stones From The Hurtin'"
21. "Sad Songs (Say So Much)"
22. "Don't Let The Sun Go Down On Me"
23. "I Don’t Wanna Go On With You Like That"
24. "Saturday's Night Alright For Fighting"
25. "I'm Still Standing"
26. "Crocodile Rock"

### Koncerty w 1990
1. "Bennie and the Jets"
2. "Tiny Dancer"
3. "The Bitch Is Back"
4. "Brown Sugar"
5. "I Guess That's Why They Call It The Blues"
6. "Made for Me"
7. "Mona Lisas and Mad Hatters Parts 1 & 2"
8. "Funeral For A Friend"/"Love Lies Bleeding"
9. "Your Song"
10. "Daniel"
11. "Sacrifice"
12. "Candle in the Wind"
13. "Pihiladelphia Freedom"
14. "Healing Hands"
15. "Sad Songs (Say So Much)"
16. "Don't Let The Sun Go Down On Me"
17. "I Don’t Wanna Go On With You Like That"
18. "I'm Still Standing"

## Lista koncertów

### Koncerty w 1989
- 28 lipca – Hartford, Connecticut, USA – Hartford Civic Center
- 29 lipca – Providence, Rhode Island, USA – Providence Civic Center
- 30 lipca – Saratoga Springs, USA – Saratoga Performings Arts Center
- 1 i 2 sierpnia – Mansfield, Massachusetts, USA – Woods Performings Arts Center
- 4, 6 i 7 sierpnia – East Rutherford, New Jersey, USA – Brendan Byrne Arena
- 8 sierpnia – Mountain View, Kalifornia, USA – Shoreline Amphitheatre
- 9 sierpnia – Nowy Orlean, Luizjana, USA – Lakefront Arena
- 10 sierpnia – Houston, Teksas, USA – The Summit
- 11 sierpnia – Dallas, Teksas, USA – Gexa Energy Pavillion
- 12 sierpnia – Bonner Springs, Kansas, USA – Sandstone Amphitheater
- 15, 17 i 18 sierpnia – Los Angeles, Kalifornia, USA – The Forum
- 19 sierpnia – Costa Mesa, Kalifornia, USA – Pacific Amphitheatre
- 20 sierpnia – Mountain View, Kalifornia, USA – Shoreline Amphitheatre
- 22 sierpnia – Denver, Kolorado, USA – Fiddler Green Amphitheatre
- 26 i 27 sierpnia – Chicago, Illinois, USA – Poplar Creek Music Theater
- 29 sierpnia – Cuyahoga Falls, Ohio, USA – Blossom Music Center
- 30 sierpnia – Noblesville, Indiana, USA – Deer Creek Music Theater
- 1,2 i 3 września – Clarkston, Michigan, USA – Pine Knob Music Theater
- 16 i 17 września – Atlanta, Georgia, USA – Lakewood Amphitheater
- 19 września – Pittsburgh, Pensylwania, USA – Pittsburgh Civic Arena
- 23 września – Chapel Hill, Karolina Północna, USA – Dean Smith Center
- 24 września – Toronto, Kanada – SkyDome
- 25 i 26 września – Montreal, Kanada – Montreal Forum
- 27 września – Toronto, Kanada – Maple Leaf Gardens
- 1 i 2 października – Filadelfia, Pensylwania, USA – The Spectrum
- 3, 4, 5, 6 i 7 października – New York City, USA – Madison Square Garden
- 14 października – Miami, Floryda, USA – Miami Arena
- 15 października – Orlando, Floryda, USA – Orlando Arena
- 17 października – Landover, Maryland, USA – Capital Centre
- 18 października – New Haven, Connecticut, USA – New Haven Coliseum
- 22 października – Charlotte, Karolina Północna, USA – Charlotte Coliseum

### Koncerty w 1990

#### Australia i Oceania
- 27, 28 i 29 stycznia – Perth, Australia – Perth Entertainment Centre
- 1, 2 i 3 lutego – Melbourne, Australia – National Tennis Centre
- 5, 6 i 7 lutego – Hobart, Australia – Derwent Entertainment Centre
- 10 i 11 lutego – Adelaide, Australia – Memorial Drive Park
- 14 i 15 lutego – Brisbane, Australia – Brisbane Entertainment Centre
- 17, 18, 20, 21, 23, 24 i 25 lutego – Sydney, Australia – Sydney Entertainment Centre
- 28 lutego – Christchurch, Nowa Zelandia – Addington Showgrounds
- 1 i 3 marca – Auckland, Nowa Zelandia – Mount Smart Stadium

#### Ameryka Północna
- 18, 19 i 20 maja – Atlantic City, New Jersey, USA – Etess Arena